# Norman (Oklahoma)
Norman er en amerikansk by og administrativt centrum i det amerikanske county Cleveland County, i staten Oklahoma. I 2006 havde byen et indbyggertal på 102.827.

## Ekstern henvisning
- Normans hjemmeside Arkiveret 28. marts 1997 hos  Wayback Machine (engelsk)

- Wikimedia Commons har flere filer relateret til Norman (Oklahoma)

35°13′15″N 97°26′37″V / 35.2208°N 97.4436°V